# Jazz Alive! A Night at the Half Note
Jazz Alive! A Night at the Half Note est un album de cool jazz des saxophonistes américains Zoot Sims et Al Cohn enregistré en 1959 au Half Note Club à Manhattan.

## Historique

### Contexte
Le Half Note est un petit club de jazz actif de 1957 à 1971 à l'angle de Hudson Street et Spring Street à SoHo, un quartier de Manhattan à New York. De nombreux jazzmen y enregistrent un album en concert comme Cannonball Adderley, Clifford Jordan, Wes Montgomery et Lee Konitz ; Lennie Tristano et David Frishberg y travaillent comme pianistes.
En 1959, le quintet d'Al Cohn et Zoot Sims commence à y jouer trois fois par an,. Au cours de son premier passage au club, le quintet est enregistré par Jack Lewis, l'ancien producteur d'Al Cohn chez RCA-Victor, désormais passé sous le label United Artists : après avoir écouté deux nuits de bandes enregistrées les 6 et 7 février, Jack Lewis compile l'album Jazz Alive ! A Night at The Half Note.
Al Cohn et Zoot Sims étaient très admirés des jazzmen de leur époque, comme Paul Desmond ou comme Cannonball Adderley qui, arrivant tard un soir après la fin de son propre concert, était consterné de voir les deux ténors arriver à la fin de leur représentation et cria : « John Haley Sims ! Alvin Gilbert Cohn ! Ne vous arrêtez pas maintenant ! ».

### Enregistrement et production
L'album est enregistré les 6 et 7 février 1959 au club Half Note par les saxophonistes Zoot Sims et Al Cohn entourés de Mose Allison au piano, Nabil Totah à la contrebasse et Paul Motian à la batterie et du saxophoniste alto Phil Woods pour les deux derniers morceaux, enregistrés le 7 février,,.
L'album est produit par Jack Lewis, un producteur de jazz et auteur-compositeur américano-canadien.

### Publication
L'album sort en 1959 en disque vinyle long play (LP) sur le label United Artists Records sous les références UAL 4040 et UAS 5040, ainsi que sur le label Blue Note Records sous la référence CDP 7243 4 94105 2 7,,.
La notice originale du LP (original liner notes) est de la main d'Ira Gitler, journaliste américain et historien du jazz né en 1928, auteur de The Biographical Encyclopedia of Jazz avec Leonard Feather.
Le design de la pochette est l'œuvre de Bacon-Braren-Lewine, tandis que la photographie est de Lawrence N. Shustak.

### Rééditions
L'album est réédité en disque vinyle LP en 1970 et en 1976 par United Artists, en 1983 par le label Blue Note et en 1985 par le label Liberty.
Il est par ailleurs édité en CD à partir de 1991 par les labels Liberty, Blue Note, PSP et Fresh Sound Records,.

## Accueil critique
Le site AllMusic attribue 4½ étoiles à l'album Jazz Alive! A Night at the Half Note. Son critique musical Ken Dryden souligne que « Dans leur interprétation dynamique de "Lover, Come Back to Me", Cohn, Sims et Allison jouent en solo à tour de rôle, ce qui permet de mettre le feu aux poudres avant les échanges finaux entre les saxophonistes ténors. Après une interprétation détendue de It Had to Be You, le saxophoniste alto Phil Woods est ajouté au groupe pour les deux morceaux suivants, enregistrés le lendemain soir. L'invité met en place la version mid-tempo percutante de Wee Dot, et les ténors le suivent. L'interaction durant la longue interprétation du morceau After You've Gone témoigne de l'alchimie entre les trois amis. Les amateurs de bop et de cool voudront faire tout leur possible pour écouter cet excellent album ».
Pour Simon Spillett, auteur en 2015 de la notice du CD de compilation Al Cohn & Zoot Sims - Two Funky People - 1952-61, « Contrairement aux précédents albums de RCA-Victor et Coral, la musique était beaucoup plus libre et ressemblait davantage à une jam-session mise en scène, ce qui en fait le meilleur document à ce jour de ce que les notes de pochette enthousiastes d'Ira Gitler appelaient le "genre de musique en roue libre, dure et joyeuse" de Cohn et Sims ».

## Liste des morceaux
| 1.    | Lover, Come Back to Me | Oscar Hammerstein II / Sigmund Romberg | 9:08  |
| 2.    | It Had to Be You       | Isham Jones / Gus Kahn                 | 10:14 |
| 3.    | Wee Dot                | J.J. Johnson / Leo Parker              | 8:50  |
| 4.    | After You've Gone      | Henry Creamer / Turner Layton          | 11:37 |
| 39:49 |                        |                                        |       |

## Musiciens
- Al Cohn : saxophone ténor
- Zoot Sims : saxophone ténor
- Phil Woods : saxophone alto (morceaux 3 et 4)
- Mose Allison : piano
- Nabil Totah : contrebasse
- Paul Motian : batterie